# Raybag
Raybag là một thị xã panchayat của huyện Belgaum thuộc bang Karnataka, Ấn Độ.

## Địa lý
Raybag có vị trí 16°29′B 74°47′Đ / 16,48°B 74,78°Đ Nó có độ cao trung bình là 590 mét (1935 feet).

## Nhân khẩu
Theo điều tra dân số năm 2001 của Ấn Độ, Raybag có dân số 15.924 người. Phái nam chiếm 52% tổng số dân và phái nữ chiếm 48%. Raybag có tỷ lệ 68% biết đọc biết viết, cao hơn tỷ lệ trung bình toàn quốc là 59,5%: tỷ lệ cho phái nam là 75%, và tỷ lệ cho phái nữ là 60%. Tại Raybag, 14% dân số nhỏ hơn 6 tuổi.